# Малле (паровоз)

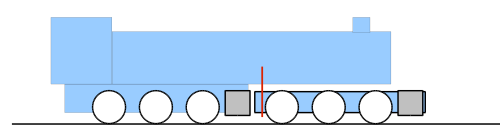
Схема системы Малле

Малле (в русской литературе часто переводится как Маллет) — тип паровоза, при котором движущие колёсные пары разделяются на две, обычно равные, группы. При этом, в отличие от других типов сочленённых паровозов, передняя группа движущих осей расположена на подвижной (поворотной) главной раме, а задняя группа движущих осей расположена на задней неподвижной главной раме паровоза. Таким образом сочленённые паровозы системы Малле представляют собой как бы полугибкий тип. Впервые такая система была предложена швейцарским инженером Анатолем Малле для применения на компаунд-паровозах; первые паровозы Малле-компаунд были построены в 1889 году и предназначались для работы на железной дороге с шириной колеи 600 мм на Всемирной выставке в Париже.
Основное преимущество данной системы заключается в том, что при использовании на локомотиве машины компаунд цилиндры высокого давления можно разместить на неподвижной раме, а низкого — на поворотной тележке. При этом облегчаются условия работы сальников паропровода, которые являются одним из слабых мест сочленённых паровозов.
В России в период с 1899 по 1924 гг. было изготовлено более четырёх с половиной сотен паровозов типа 0-3-0+0-3-0 серии Ѳ и около сотни паровозов типа 1-2-0+0-2-0 серии І.

## Простой Малле

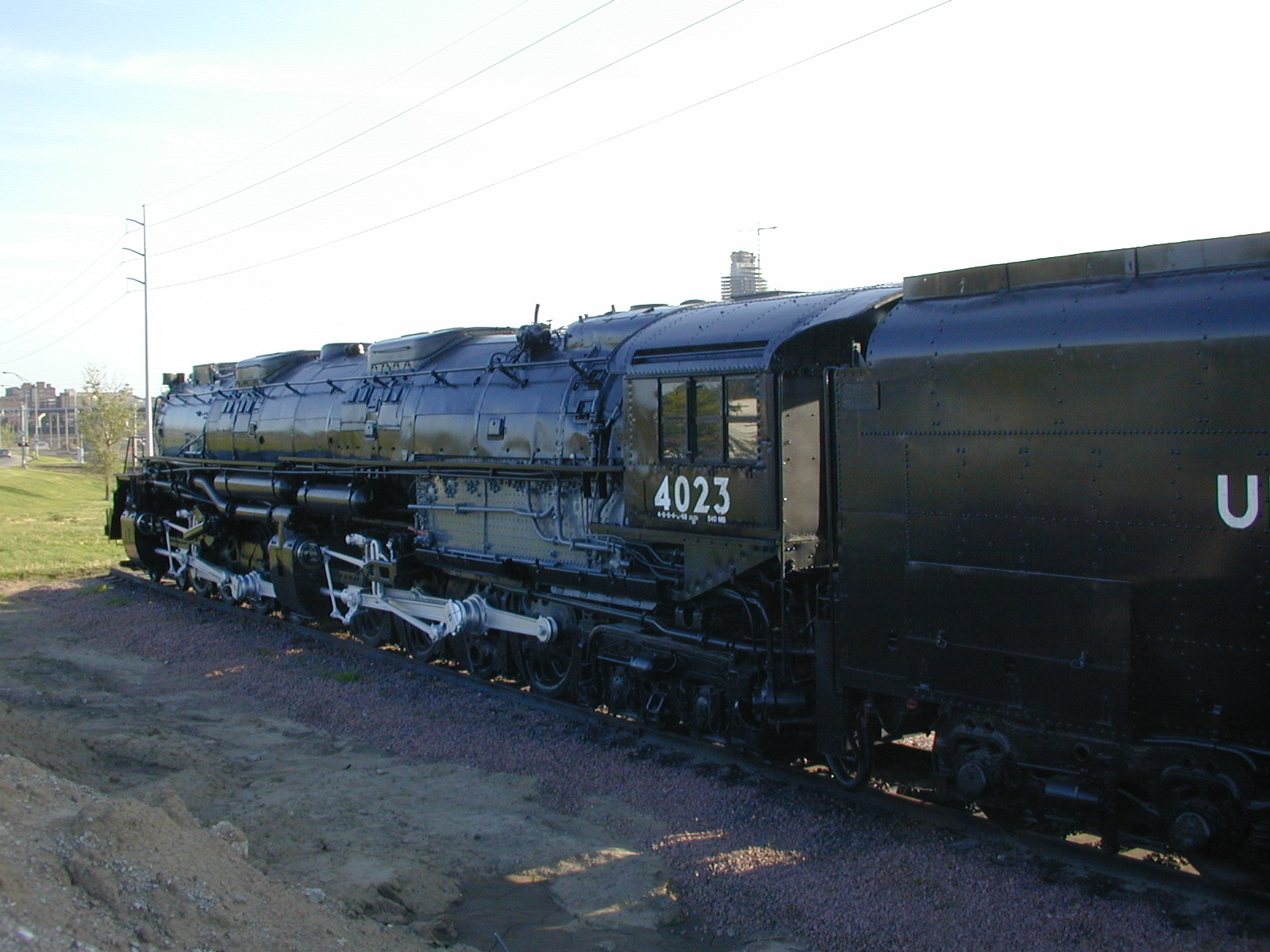
Американский паровоз Big Boy системы «простой Малле»

Строго говоря, системой Малле можно называть паровозы, на которых применяется машина-компаунд, однако зачастую Малле называют и паровозы, у которых первая группа движущих осей также расположена на поворотной тележке, но паровая машина при этом простая, то есть с однократным расширением. Такая система получила неофициальное название «простой Малле» или «ложный Малле». Паровозы такой системы эксплуатировались на железных дорогах многих стран, к ней относятся и знаменитые американские паровозы «Биг-Бой» типа 2-4-0+0-4-2 и «Челленджер» типа 2-3-0+0-3-2.
В СССР по этой системе в 1949 году был изготовлен опытный паровоз типа 1-3-0+0-3-1 П34, а в 1954 году — 4 опытных паровоза типа 1-4-0+0-4-2, которые получили обозначение серии П38.

## Североамериканский Малле
В США первый сочленённый паровоз системы Малле-компаунд типа 0-3+3-0 был построен в 1904 году для обслуживания тяжёлых товарных составов на железной дороге Балтимора и Огайо. Последующее распространение и развитие американских сочленённых паровозов обуславливалось наличием на ряде грузонапряжённых дорог так называемых «уплотнённых подъёмов» (последовательное чередование установившихся подъёмов), где один сочленённый паровоз мог заменить два паровоза обычной схемы. Примечательно то, что американские сочленённые паровозы изначально использовались как в грузовых, так и в пассажирских поездах. Как правило, североамериканский сочленённый паровоз системы «Малле» с машиной системы компаунд или с машиной простого действия имеет две главные рамы: заднюю, жёстко укреплённую к котлу и переднюю, соединённую с задней при помощи шкворня. Каждая рама опирается на свою группу движущих колёсных пар, образуя двух-, трёх-, четырёх- или пятиосную тележку, в зависимости от типа (осевой формулы) и размеров паровоза. Обычно передняя часть котла опирается на скользуны, обеспечивающие возможность передней группе колёсных пар перемещаться радиально относительно шкворневого соединения с главной рамой задней тележки. Такая схема экипажной части позволяет паровозу иметь относительно короткую жёсткую колёсную базу, умеренную осевую нагрузку на рельсы и большую силу тяги. У сочленённого паровоза системы «Малле-Компаунд» задняя группа движущих колёсных пар приводится в движение цилиндрами высокого давления, закреплёнными на раме задней движущей тележки, возле передней колёсной пары задней группы движущих колёс, а передняя группа движущих колёс приводится в движение цилиндрами низкого давления, закреплёнными на главной раме передней движущей тележки либо вблизи её передней, либо вблизи её задней движущей колёсной пары. Пар из котла поступает в цилиндры высокого давления, где совершая работу расширяется и проходит по гибкому трубопроводу в цилиндры низкого давления, где во второй раз расширяется и выталкивается из цилиндров через конус в атмосферу. Накануне 1-й мировой войны в США было построено несколько паровозов системы Малле-компаунд для работы в очень тяжёлых грузовых поездах, с двумя парами цилиндров и двумя группами движущих колёс («дуплекс») типов 0-3+3-0, 1-3+3-1, 1-4+4-1 и 1-5+5-1, а также с тремя парами цилиндров и тремя группами движущих колёс («триплекс») типов 1-4+4+4-1 и 1-4+4+4-2, у которых третья группа движущих колёс располагалась под тендером. Однако, сочленённые паровозы системы Малле-компаунд, вследствие конструктивных особенностей машины двойного расширения пара и её рабочего цикла, являлись недостаточно быстроходными, что исключало возможность использования этих паровозов для работы в ускоренных грузовых поездах. В начале 1930 гг. в США новые паровозы классической схемы начали строились, как правило, с машинами однократного расширения пара, и практически одновременно возникла устойчивая тенденция постройки сочленённых паровозов системы Малле, но с машиной однократного расширения пара. Применение на сочленённом паровозе четырёх цилиндров высокого давления пара (отказ от машины двукратного расширения пара на паровозах сочленённой схемы) позволил увеличить их конструкционную и поездную скорость и снизить расходы на содержание.[1.стр.3]
Отказ от компаунд-машин в североамериканском паровозостроении связан с развитием пароперегревателей и с увеличением мощности паровозов, вследствие чего у машины двойного расширения пара значительно увеличивается диаметр цилиндров низкого давления, которые при этом выходят за границы установленного габарита.